# Нововолково (Балезінський район)
Новово́лково (Ново-Волково, до 1939 року — Нікітино; рос. Нововолково) — село в Балезінському районі Удмуртії, Росія.

## Населення
Населення — 454 особи (2010; 466 в 2002).
Національний склад станом на 2002 рік:
- удмурти — 95 %

## Історія
До села було приєднано присілок Верхній Кеп, який до 1963 року був центром сільської ради.
1863 року у селі була збудована дерев'яна Космо-Дем'янська церква. 1911 року була збудована цегляна будівля. На сьогодні у ній знаходиться будинок культури. 1878 року почала працювати церковно-парафіяльна школа, після 1917 року — початкова, потім семирічна, восьмирічна, з 1953 року — середня. 1959 року була збудована дерев'яна двоповерхова школа, яка працює і сьогодні.